# Monterrey Open 2012 - Qualificazioni singolare
Le qualificazioni del singolare  del Monterrey Open 2012 sono state un torneo di tennis preliminare per accedere alla fase finale della manifestazione. I vincitori dell'ultimo turno sono entrati di diritto nel tabellone principale. In caso di ritiro di uno o più giocatori aventi diritto a questi sono subentrati i lucky loser, ossia i giocatori che hanno perso nell'ultimo turno ma che avevano una classifica più alta rispetto agli altri partecipanti che avevano comunque perso nel turno finale.

## Giocatrici

### Teste di serie
1. Sesil Karatančeva (qualificata)
2. Estrella Cabeza Candela (secondo turno)
3. Petra Rampre (primo turno)
4. Florencia Molinero (primo turno)

1. Mónica Puig (qualificata)
2. Mariana Duque-Marino (primo turno)
3. Sharon Fichman (secondo turno)
4. Marija Korytceva (primo turno)

### Qualificate
1. Sesil Karatančeva
2. Maria Abramović

1. Katalin Marosi
2. Mónica Puig

## Tabellone qualificazioni

### 1ª sezione
|  | Primo turno             | Primo turno             | Primo turno             | Primo turno | Primo turno |  |  | Secondo turno          | Secondo turno          | Secondo turno | Secondo turno | Secondo turno |   |   | Ultimo turno | Ultimo turno      | Ultimo turno      | Ultimo turno | Ultimo turno |  |
|  |                         |                         |                         |             |             |  |  |                        |                        |               |               |               |   |   |              |                   |                   |              |              |  |
|  | 1                       | Sesil Karatančeva       | Sesil Karatančeva       | 6           | 6           |  |  |                        |                        |               |               |               |   |   |              |                   |                   |              |              |  |
|  | WC                      | Ivette López            | Ivette López            | 1           | 1           |  |  | 1                      | Sesil Karatančeva      | 6             | 2             | 6             |   |   |              |                   |                   |              |              |  |
|  | Tatjana Maria           | Tatjana Maria           | Tatjana Maria           | 6           | 6           |  |  |                        | Tatjana Maria          | 2             | 6             | 3             |   |   |              |                   |                   |              |              |  |
|  | Garbiñe Muguruza Blanco | Garbiñe Muguruza Blanco | Garbiñe Muguruza Blanco | 2           | 4           |  |  |                        |                        |               |               |               |   |   | 1            | Sesil Karatančeva | Sesil Karatančeva | 6            | 6            |  |
|  | Aleksandrina Najdenova  | Aleksandrina Najdenova  | Aleksandrina Najdenova  | 6           | 7           |  |  |                        |                        |               | Romana Tabak  | Romana Tabak  | 2 | 1 |              |                   |                   |              |              |  |
|  | Verónica Cepede Royg    | Verónica Cepede Royg    | Verónica Cepede Royg    | 2           | 5           |  |  | Aleksandrina Najdenova | Aleksandrina Najdenova | 6             | 4             | 4             |   |   |              |                   |                   |              |              |  |
|  |                         | Romana Tabak            | Romana Tabak            | 6           | 6           |  |  | Romana Tabak           | Romana Tabak           | 4             | 6             | 6             |   |   |              |                   |                   |              |              |  |
|  | 8                       | Marija Korytceva        | Marija Korytceva        | 2           | 2           |  |  |                        |                        |               |               |               |   |   |              |                   |                   |              |              |  |

### 2ª sezione
|  | Primo turno | Primo turno             | Primo turno          | Primo turno | Primo turno |  |  | Secondo turno   | Secondo turno           | Secondo turno           | Secondo turno   | Secondo turno |   |   | Ultimo turno      | Ultimo turno      | Ultimo turno | Ultimo turno | Ultimo turno |  |
|  |             |                         |                      |             |             |  |  |                 |                         |                         |                 |               |   |   |                   |                   |              |              |              |  |
|  | 2           | Estrella Cabeza Candela | 65                   | 6           | 6           |  |  |                 |                         |                         |                 |               |   |   |                   |                   |              |              |              |  |
|  |             | Lenka Wienerová         | 7                    | 3           | 2           |  |  | 2               | Estrella Cabeza Candela | Estrella Cabeza Candela | 3               | 2             |   |   |                   |                   |              |              |              |  |
|  |             | Maria João Köhler       | Maria João Köhler    | 6           | 6           |  |  |                 | Maria João Köhler       | Maria João Köhler       | 6               | 6             |   |   |                   |                   |              |              |              |  |
|  | WC          | Camila Fuentes          | Camila Fuentes       | 3           | 1           |  |  |                 |                         |                         |                 |               |   |   | Maria João Köhler | Maria João Köhler | 7            | 3            | 4            |  |
|  |             | Darija Jurak            | Darija Jurak         | 6           | 6           |  |  |                 |                         | Maria Abramović         | Maria Abramović | 5             | 6 | 6 |                   |                   |              |              |              |  |
|  | WC          | Ana Sofía Sánchez       | Ana Sofía Sánchez    | 3           | 4           |  |  | Darija Jurak    | Darija Jurak            | Darija Jurak            | 5               | 0             |   |   |                   |                   |              |              |              |  |
|  |             | Maria Abramović         | Maria Abramović      | 6           | 6           |  |  | Maria Abramović | Maria Abramović         | Maria Abramović         | 7               | 6             |   |   |                   |                   |              |              |              |  |
|  | 6           | Mariana Duque-Mariño    | Mariana Duque-Mariño | 2           | 2           |  |  |                 |                         |                         |                 |               |   |   |                   |                   |              |              |              |  |

### 3ª sezione
|  | Primo turno            | Primo turno            | Primo turno            | Primo turno | Primo turno |  |  | Secondo turno          | Secondo turno          | Secondo turno          | Secondo turno | Secondo turno |    |   | Ultimo turno   | Ultimo turno   | Ultimo turno   | Ultimo turno | Ultimo turno |  |
|  |                        |                        |                        |             |             |  |  |                        |                        |                        |               |               |    |   |                |                |                |              |              |  |
|  | 3                      | Petra Rampre           | 6                      | 3           | 4           |  |  |                        |                        |                        |               |               |    |   |                |                |                |              |              |  |
|  |                        | Katalin Marosi         | 3                      | 6           | 6           |  |  | Katalin Marosi         | Katalin Marosi         | Katalin Marosi         | 6             | 6             |    |   |                |                |                |              |              |  |
|  | Leticia Costas Moreira | Leticia Costas Moreira | Leticia Costas Moreira | 6           | 6           |  |  | Leticia Costas Moreira | Leticia Costas Moreira | Leticia Costas Moreira | 3             | 1             |    |   |                |                |                |              |              |  |
|  | Catalina Castaño       | Catalina Castaño       | Catalina Castaño       | 4           | 4           |  |  |                        |                        |                        |               |               |    |   | Katalin Marosi | Katalin Marosi | Katalin Marosi | 7            | 6            |  |
|  | WC                     | Marcela Zacarías       | Marcela Zacarías       | 2           | 63          |  |  |                        |                        | Sun Shengnan           | Sun Shengnan  | Sun Shengnan  | 63 | 4 |                |                |                |              |              |  |
|  |                        | Sun Shengnan           | Sun Shengnan           | 6           | 7           |  |  |                        | Sun Shengnan           | Sun Shengnan           | 7             | 6             |    |   |                |                |                |              |              |  |
|  | WC                     | Ana Paula de la Peña   | Ana Paula de la Peña   | 2           | 0           |  |  | 7                      | Sharon Fichman         | Sharon Fichman         | 62            | 3             |    |   |                |                |                |              |              |  |
|  | 7                      | Sharon Fichman         | Sharon Fichman         | 6           | 6           |  |  |                        |                        |                        |               |               |    |   |                |                |                |              |              |  |

### 4ª sezione
|  | Primo turno        | Primo turno           | Primo turno           | Primo turno | Primo turno |  |  | Secondo turno | Secondo turno      | Secondo turno      | Secondo turno | Secondo turno |   |   | Ultimo turno | Ultimo turno   | Ultimo turno   | Ultimo turno | Ultimo turno |  |
|  |                    |                       |                       |             |             |  |  |               |                    |                    |               |               |   |   |              |                |                |              |              |  |
|  | 4                  | Florencia Molinero    | Florencia Molinero    | 1           | 2           |  |  |               |                    |                    |               |               |   |   |              |                |                |              |              |  |
|  |                    | Amra Sadiković        | Amra Sadiković        | 6           | 6           |  |  |               | Amra Sadiković     | Amra Sadiković     | 6             | 6             |   |   |              |                |                |              |              |  |
|  |                    | Marina Šamajko        | Marina Šamajko        | 3           | 6           |  |  | WC            | Nadia Abdala       | Nadia Abdala       | 4             | 2             |   |   |              |                |                |              |              |  |
|  | WC                 | Nadia Abdala          | Nadia Abdala          | 6           | 78          |  |  |               |                    |                    |               |               |   |   |              | Amra Sadiković | Amra Sadiković | 6            | 2            |  |
|  | Amanda Fink        | Amanda Fink           | Amanda Fink           | 5           | 3           |  |  |               |                    | 5                  | Mónica Puig   | Mónica Puig   | 7 | 6 |              |                |                |              |              |  |
|  | Inés Ferrer Suárez | Inés Ferrer Suárez    | Inés Ferrer Suárez    | 7           | 6           |  |  |               | Inés Ferrer Suárez | Inés Ferrer Suárez | 0             | 4             |   |   |              |                |                |              |              |  |
|  |                    | Andrea Koch-Benvenuto | Andrea Koch-Benvenuto | 2           | 2           |  |  | 5             | Mónica Puig        | Mónica Puig        | 6             | 6             |   |   |              |                |                |              |              |  |
|  | 5                  | Mónica Puig           | Mónica Puig           | 6           | 6           |  |  |               |                    |                    |               |               |   |   |              |                |                |              |              |  |